# Brent Meeke
Pour les articles homonymes, voir Meeke.
Brent Meeke (né le 20 juillet 1950 à Toronto) est un joueur professionnel canadien de hockey sur glace.

## Carrière
Mekke commence sa carrière comme attaquant dans les Flyers de Niagara Falls en AHO en 1969. Après trois saisons, durant lesquelles il marque 10 buts et fait 50 passes en 142 matchs, il choisit les RoadRunners de Phoenix en WHL. Au bout d'une année, il rejoint la LNH en étant répêché par les Golden Seals de la Californie. Mais il ne s'établit pas dans l'équipe et joue davantage dans le club-école, les Golden Eagles de Salt Lake en LCH. Il fait toute la saison 1976-1977 dans les Barons de Cleveland
Après une saison sans jouer, il part en Europe. En 1978, il va en Allemagne et s'engage avec le Mannheimer ERC. Il devient alors défenseur. En trois saisons, il marque 24 buts en 101 matchs et fait 66 passes. Meeke devient connu pour son jeu physique dur et passe 257 minutes en prison. Il remporte le championnat en 1980. Il met fin à sa carrière en 1981.